# O Rio ou Relação da Viagem que Faz o Capibaribe de Sua Nascente à Cidade do Recife
O Rio ou Relação da Viagem que Faz o Capibaribe de Sua Nascente à Cidade do Recife publicado em 1953 é um livro de João Cabral de Melo Neto, na sua linha mais popular, como Morte e vida severina.

O Rio é um poema narrativo que tem como narrador o próprio rio que narra a sua viagem, partindo da nascente na aridez do sertão, passando através da fértil zona da mata, até chegar à cidade de Recife.